# Laternenfischartige
Die Laternenfischartigen oder Laternenfischverwandten (Myctophiformes) sind eine Ordnung der Knochenfische (Osteichthyes). Sie leben weltweit in der Tiefsee, tagsüber im Mesopelagial in Tiefen von 300 bis 1200 Metern. Nachts steigen sie zur Nahrungsaufnahme auf 10 bis 100 Meter Tiefe auf. Es gibt zwei Familien, 35 Gattungen und über 254 Arten.

## Merkmale
Die Fische werden 4 bis 30 Zentimeter lang. Sie haben einen schmalen Körper, oft eine Fettflosse und ein großes, endständiges Maul. Ihre Schwimmblase ist relativ klein. Alle Arten haben perlenartige Leuchtorgane, die je nach Art unterschiedlich angeordnet sind.

## Familien
- Laternenfische (Myctophidae)
- Laternenzüngler (Neoscopelidae)

Neben den rezenten Familien wurde noch die ausgestorbene Familie Sardinioididae beschrieben, die möglicherweise als Unterfamilie Sardinioidinae den Neoscopelidae zugeordnet werden muss.